# ساویلی
ساویلی شهری در شهرستان سابو در استان بولکیمده در بورکینافاسوی غربی مرکزی است جمعیت آن ۲۹۴۵ نفر است.